# Monchhichi

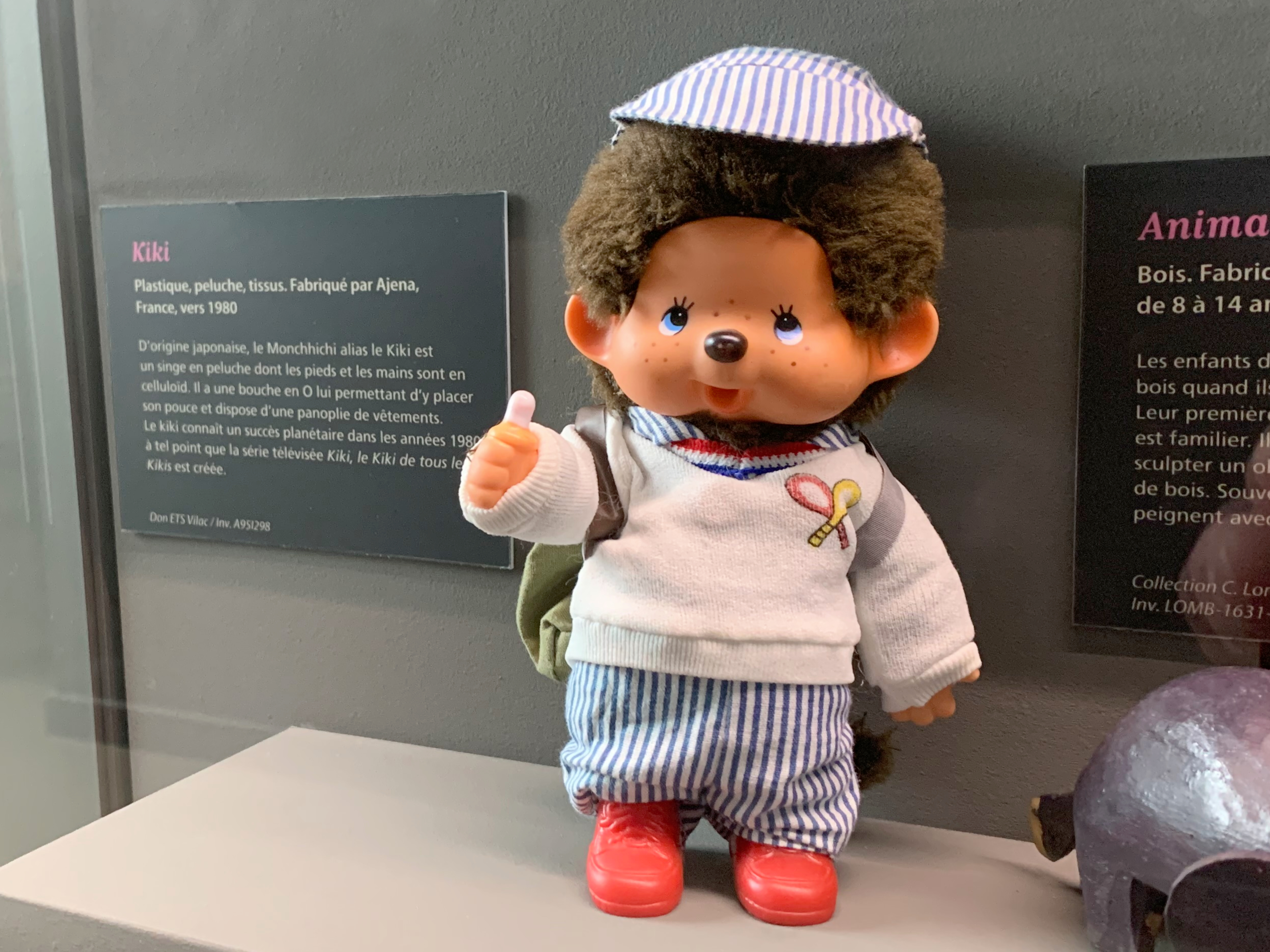
Monchhichi-Puppe

Monchhichis (jap. モンチッチ, Monchitchi) sind affenähnliche Puppen, die 1974 von dem japanischen Spielwarenhersteller Sekiguchi auf den Markt gebracht wurden. Hände, Füße und Gesicht der Puppe sind aus unelastischem Kunststoff gefertigt, der übrige Körper besteht aus gefülltem braunem oder weißem Kunstfell. Ein Schnuller bzw. der Daumen der rechten Hand kann in den Mund der Puppe gesteckt werden.
In der Bundesrepublik Deutschland wurden die Monchhichi-Figuren von der Firma Bienengräber & Co. vertrieben.

## Produktion
1980 kam es zur ersten Produktionsänderung: In die rechte Hand des Monchhichis kam ein Schnuller (fest vergossen, nicht abnehmbar), die linke Hand war jetzt, statt in Greifhaltung, geöffnet und der Daumen wurde verkleinert, so dass er nicht mehr im Mund stecken konnte. Ebenso wurden die Füße gerade statt in Greifhaltung dargestellt und der „Fußdaumen“ fiel weg. Die Ohröffnungen fielen ebenso weg, die Ohren wurden kleiner, das Gesicht rundlicher. Insgesamt wurde die Erscheinung noch stärker am Kindchenschema ausgerichtet.
1985 kam es zu einer weiteren Veränderung: Hatten die Monchhichis vorher blaue Augen, so wurden sie nun mit braunen Augen produziert. Auch das Fell wurde in seiner Struktur verändert.

## Sortimenterweiterung
Bereits 1976 wurde in Japan die „Monchhichi-Boutique“ eröffnet, in der viele verschiedene Kleidungsstücke, Fahrzeuge, Möbel und Accessoires angeboten wurden, um neue Kaufanreize zu schaffen. Im Laufe der Zeit wurde das Monchhichi-Sortiment immer wieder erweitert. Produzent der Kollektion war die Sun Arrow Co. Ltd. in Tokio.

## Merchandising
1979 kam in Westdeutschland, wohl nach dem Vorbild des Schlumpfliedes, das Monchhichilied von Bina & Nina heraus.
Zur Unterstützung des Verkaufs wurde 1980 die Animeserie Futago no Monchhichi produziert (ふたごのモンチッチ, Futago no Monchitchi, dt. „Monchhichi-Zwillinge“ – ursprünglich wurde ein „Zwillingspärchen“ aus Junge und Mädchen hergestellt), die auch in Italien ausgestrahlt wurde. Die Serie bestand aus 130 fünfminütigen Folgen. Der Vorspann wurde von Noriko Hidaka gesungen und war auch die erste Single ihrer Gesangskarriere.
In den USA wurde von Hanna-Barbera Productions die Zeichentrickserie Monchhichis und von Mattel, den Mitproduzenten der Serie, auch Puppen hergestellt. Die US-amerikanische Serie wurde zum ersten Mal 1983 ausgestrahlt, aber nach einer Staffel eingestellt.

## Popkulturelle Referenzen
Ein Bonustrack zum Album Wie wir leben wollen der Diskursrock-Band Tocotronic heißt Monchichi. Darin heißt es: „Ersetzt den Fetisch Fantasie durch die Maßnahme Mon Chichhi.“
Im Rapsong Blasserdünnerjunge macht sein Job bezieht sich Jan Böhmermann auf die Haare der Monchhichis, indem er singt: „Nix Haaransatz wie Monchichi, guck ma’, Geheimratsecke“.
Der Spitzname des Sängers Jan Gorkow der Band Feine Sahne Fischfilet lautet in Anspielung an Monchhichis „Monchi“.